# Ojo de Agua, Acatepec
Ojo de Agua är en ort i Mexiko.   Den ligger i kommunen Zapotitlán Tablas och delstaten Guerrero, i den sydöstra delen av landet, 250 km söder om huvudstaden Mexico City. Ojo de Agua ligger 1 555 meter över havet och antalet invånare är 121.
Terrängen runt Ojo de Agua är varierad. Runt Ojo de Agua är det ganska glesbefolkat, med 42 invånare per kvadratkilometer. Närmaste större samhälle är Acatepec, 12,9 km norr om Ojo de Agua. I omgivningarna runt Ojo de Agua växer huvudsakligen savannskog.